# Richard Lipiec
Richard Lipiec (* 12. Juni 1948 in Polen) ist ein Schweizer Jazzmusiker (Klarinette, Alt- und gelegentlich auch Tenorsaxophon, Flöte) polnischer Herkunft.
Lipiec, der in Polen geboren wurde und aufwuchs, studierte am Konservatorium in Kielce und an der Musikhochschule Wrocław; 1972 erlangte er das Konzertdiplom für Klarinette. Anschließend spielte er beim Warschauer Radio-Orchester sowie bei verschiedenen Jazzgruppen mit, wobei es auch zu Radio-, Fernseh- und Schallplattenaufnahmen kam. Ende der 1970er Jahre migrierte er mit seiner Familie in die Schweiz und nahm Wohnsitz in Dübendorf, wo er als Musiklehrer tätig ist.
Von 1996 bis 2013 gehörte er dem Metronome Quintett an und war an dessen Albenproduktion beteiligt. Seit 2014 spielt er bei Jazz Point. Weiterhin spielte er mit Musikern wie Benny Waters, Wild Bill Davison, Kenny Clarke, Alvin Queen, Fritz Pauer, Vince Benedetti, Marc Hemmeler, Dusko Goykovich oder Jimmy Woode. Auch gehört er zu Shrink & Jazz und den Bands von Martin Hugelshofer, René Bondt und René Scholl.
Seine Tochter ist die Sängerin Elisabeth Lipiec.

## Diskographische Hinweise
- Oldtimers Warsaw (Muza 1971)
- Zürich Tenors (1983, mit Bruno Spoerri, Fernando Fantini, Ernst Gerber, Umberto Foletti, Rolf Cizmek, Hans Brunner)
- Jazzin’ on Holiday (Downtown 2001, mit Stefan Stahel, Peter Leuzinger, Alberto Canonico)
- Tribute To Benny Goodman (Elite Special 2009, mit Stefan Stahel, Peter Leuzinger, Alberto Canonico)

## Lexikalische Einträge
- Bruno Spoerri:  Biografisches Lexikon des Schweizer Jazz CD-Beilage zu: Spoerri, Bruno (Hrsg.): Jazz in der Schweiz. Geschichte und Geschichten. Chronos-Verlag, Zürich 2005, ISBN 3-0340-0739-6